# بنگرسو
بنگرسو، روستایی از توابع بخش فین شهرستان بندرعباس در استان هرمزگان ایران است.

## جمعیت
این روستا در دهستان فین قرار دارد و براساس سرشماری مرکز آمار ایران در سال ۱۳۸۵، جمعیت آن زیر سه خانوار بوده‌است.